# Torfkuhlen Bad Sülze
Die Torfkuhlen bei Bad Sülze sind drei unmittelbar beieinander liegende Seen im Südwesten des Landkreises Vorpommern-Rügen. Sie liegen in der vermoorten Niederung, die das Tal der Recknitz mit dem Tal der Trebel verbindet. Die Torfkuhlen sind etwa zwei Kilometer südöstlich von Bad Sülze und etwa vier Kilometer nordwestlich von Tribsees entfernt und entstanden aus Torfstichen.
Das Wort Kuhle kommt aus dem Plattdeutschen und bezeichnet eine Bodenvertiefung oder Mulde. Der Torfabbau erklärt die rechtwinkligen Formen der drei Einzelgewässer, die nur durch zwei schmale Landbrücken voneinander getrennt sind. Die sich von Nordwest nach Südost erstreckenden Seen liegen im Rauhen Moor und grenzen an das Naturschutzgebiet Grenztalmoor. Der Gewässerverbund ist zusammen 1200 Meter lang und im etwas breiteren Nordteil des mittleren und größten Beckens bis zu 340 Meter breit.

## Namen
Die Angler nennen die Kuhlen „Torfkuhlen Stadtmoor Bad Sülze“. Der Name des Gewässers könnte auch „Der Große Torfstich“ lauten.

## Nachweise
1. ↑  Gewässerdatenbank 2008 - Güstrower Anglerverband e.V. (Seite nicht mehr abrufbar, festgestellt im Mai 2019. Suche in Webarchiven)  Info: Der Link wurde automatisch als defekt markiert. Bitte prüfe den Link gemäß Anleitung und entferne dann diesen Hinweis.
2. ↑  Selbstdarstellung des Landkreises Nordvorpommern (Seite nicht mehr abrufbar, festgestellt im Mai 2019. Suche in Webarchiven)  Info: Der Link wurde automatisch als defekt markiert. Bitte prüfe den Link gemäß Anleitung und entferne dann diesen Hinweis.